# Liste der Lokomotiven von General Electric
Diese Liste bietet einen Überblick über die von General Electric bzw. dem Nachfolgeunternehmen Wabtec gefertigten Lokomotiven.
General Electric lieferte anfänglich vor allem die elektrische Ausrüstung für Gleichstrom-Elektro- sowie dieselelektrische Lokomotiven; der mechanische Teil stammte meist von Alco. Die Lokomotiven wurden von 1940 bis 1953 unter dem Namen „Alco-GE“ vermarktet. Die zwischen 1924 und 1935 gemeinsam mit Alco und dem Dieselmotoren-Hersteller Ingersoll-Rand hergestellten Fahrzeuge sind in der Liste der Diesellokomotiven von Ingersoll-Rand zu finden.

## Elektrolokomotiven
| Bezeichnung           | Achsfolge             | Leistung     | Baujahre   | Bild                | Bemerkung                                  |
| --------------------- | --------------------- | ------------ | ---------- | ------------------- | ------------------------------------------ |
| NYC-Klasse S-1/2/3    | 1’Do1’                | 1640 kW      | 1904–      |                     |                                            |
| GN Nr. 5001           | Bo’Bo’                | 1100 kW      | 1909       |                     | Drehstromlokomotive für den Cascade-Tunnel |
| Butte Anaconda Boxcab | Bo’Bo                 | 810 kW       | 1913–1916  |                     |                                            |
| NYC-Klasse T-1/2/3    | (Bo’Bo’)(Bo’Bo’)      | 2270         | 1913–1926  |                     |                                            |
| Milwaukee EF-1/EP-1   | (2’Bo)(Bo)+(Bo)(Bo2’) | 3060         | 1915–1916  |                     |                                            |
| Milwaukee EP-2        | (1’Bo)Do’Do’(Bo1’)    | 2385 kW      | 1919       |                     | Bi-Polar                                   |
| Mexicano-Klasse ME-01 | Bo’Bo’Bo’             | 2100 kW      | 1924       |                     |                                            |
| GN Y1                 | (1Co)’(Co1)’          | 2237 kW      | 1927–1930  |                     |                                            |
| PRR L5pdg             | 1’BB1’                | 2490 kW      | 1928       | ähnliche Lokomotive | Mechanischer Teil von PRR                  |
| PRR O1a               | 2’Bo2’                | 1860 kW      | 1930       |                     | Mechanischer Teil von PRR                  |
| PRR O1c               | 2’Bo2’                | 1860 kW      | 1931       |                     | Mechanischer Teil von PRR                  |
| PRR P5                | 2’Co2’                | 2800 kW      | 1931       |                     | Mechanischer Teil von PRR                  |
| PRR P5a Boxcab        | 2’Co2’                | 2800 kW      | 1932, 1935 |                     | Mechanischer Teil von Alco und PRR         |
| PRR P5a Modified      | 2’Co2’                | 2800 kW      | 1935       | ähnliche Lokomotive | Mechanischer Teil von Alco und PRR         |
| PRR L6                | 1’Do1’                | 1900 kW      | 1932       |                     | Mechanischer Teil von PRR                  |
| PRR GG1               | 2’Co’Co’2’            | 3442–3680 kW | 1935–1943  |                     | Mechanischer Teil von Alco und PRR         |
| GN W1                 | Bo’Do’Do’Bo’          | 3728 kW      | 1947       | [ 1 ]               |                                            |
| Centercab 1950        |                       | 810 kW       | 1950       |                     |                                            |
| E44                   | Co‘Co‘                | 3680 kW      | 1960–1963  |                     |                                            |
| E50C                  | Co’Co’                | 3680 kW      | 1968       | [ 2 ]               |                                            |
| E60C                  | Co’Co’                | 4415 kW      | 1972–1976  |                     |                                            |
| E60CH                 | Co’Co’                | 4415 kW      | 1974–1975  |                     |                                            |
| E25B                  | Bo’Bo’                | 1840 kW      | 1976–1979  |                     |                                            |
| E60C-2                | Co’Co’                | 4415 kW      | 1982–1983  |                     |                                            |

## Gasturbinenlokomotiven
| Bezeichnung                       | Achsfolge        | Leistung | Baujahre  | Bild  | Bemerkung                   |
| --------------------------------- | ---------------- | -------- | --------- | ----- | --------------------------- |
| Nr. 101                           | (Bo’Bo’)(Bo’Bo’) | 3310 kW  | 1948      | [ 3 ] | Union Pacific Nr. 50        |
| GTEL Generation 1 (Standard)      | (Bo’Bo’)(Bo’Bo’) | 3310 kW  | 1952      | [ 4 ] | Union Pacific Nr. 51 bis 60 |
| GTEL Generation 2 (Veranda)       | (Bo’Bo’)(Bo’Bo’) | 3310 kW  | 1954      | [ 5 ] | Union Pacific Nr. 61 bis 76 |
| GTEL Generation 3 (Super Turbine) | Co’Co’ + Co’Co’  | 6250 kW  | 1958–1961 |       | Union Pacific Nr. 1 bis 30  |

## Diesellokomotiven

### Erste Lokomotiven
| Bezeichnung                    | Achsfolge  | Leistung                 | Baujahre  | Bemerkung                                      |
| ------------------------------ | ---------- | ------------------------ | --------- | ---------------------------------------------- |
| Versuchsdiesellokomotiven 1918 | Bo’Bo’     | 165 kW                   | 1918      |                                                |
| 600-hp switcher                | Bo’Bo’     | 440 kW                   | 1935      | NH-Klasse DEY-2                                |
| 1000-hp switcher               | Bo’Bo’     | 735 kW                   | 1937–1940 |                                                |
| 1500-hp switcher               | Bo’Bo’     | 1105 kW                  | 1939–1940 |                                                |
| 680-hp switcher                | Bo’Bo’     | 500 kW                   | 1941      |                                                |
| 1100-hp switcher               | Bo’Bo’     | 810 kW                   | 1943–1945 |                                                |
| Nr. 750                        | 4 × Bo’Bo’ | 2 × 885 kW + 2 × 1325 kW | 1954      | nach Remotorisierung 1959 als UM20B bezeichnet |

### U-Serie
| Bezeichnung | Achsfolge        | Leistung                   | Baujahre  | Stückzahl | Motor      | Bemerkung             |
| ----------- | ---------------- | -------------------------- | --------- | --------- | ---------- | --------------------- |
| U18B        | Bo’Bo’           | 3.200 hp = 1325 kW         | 1973–1976 | 163       | GE 7FDL-8  |                       |
| U23B        | Bo’Bo’           | 2.300 hp = 1690 kW         | 1968–1977 | 481       | GE 7FDL-12 |                       |
| U23C        | Co’Co’           | 2.300 hp = 1690 kW         | 1968–1970 | 223       | GE 7FDL-12 |                       |
| U25B        | Bo’Bo’           | 2.500 hp = 1840 kW         | 1959–1966 | 478       | GE FDL-16  |                       |
| U25C        | Co’Co’           | 2.500 hp = 1840 kW         | 1963–1965 | 113       | GE FDL-16  |                       |
| U28B        | Bo’Bo’           | 2.800 hp = 2060 kW         | 1966      | 148       | GE FDL-16  |                       |
| U28C        | Co’Co’           | 2.800 hp = 2060 kW         | 1965–1966 | 71        | GE FDL-16  |                       |
| U30B        | Bo’Bo’           | 2.800 hp = 2200 kW         | 1966–1975 | 296       | GE FDL-16  |                       |
| U30C        | Co’Co’           | 3.000 hp = 2200 kW         | 1966–1976 | 600       | GE FDL-16  |                       |
| U33B        | Bo’Bo’           | 3.300 hp = 2425 kW         | 1966–1975 | 137       | GE FDL-16  |                       |
| U33C        | Co’Co’           | 3.300 hp = 2425 kW         | 1968–1975 | 375       | GE FDL-16  |                       |
| U36B        | Bo’Bo’           | 3.600 hp = 2650 kW         | 1969–1974 | 125       | GE FDL-16  |                       |
| U36C        | Co’Co’           | 3.600 hp = 2650 kW         | 1971–1975 | 218       | GE FDL-16  |                       |
| U50         | (Bo’Bo’)(Bo’Bo’) | 2 × 2.500 hp = 2 × 1840 kW | 1963–1965 | 26        | GE FDL-16  | Zweimotorige Maschine |
| U50C        | Co’Co’           | 2 × 2.500 hp = 2 × 1840 kW | 1969–1971 | 40        | GE FDL-12  | Zweimotorige Maschine |

### Dash-7-Serie
| Bezeichnung | Achsfolge | Leistung           | Baujahre  | Stückzahl | Motor      | Bemerkung                                  |
| ----------- | --------- | ------------------ | --------- | --------- | ---------- | ------------------------------------------ |
| B23-7       | Bo’Bo’    | 2.250 hp = 1655 kW | 1977–1984 | 536       | GE 7FDL-12 |                                            |
| BQ23-7      | Bo’Bo’    | 2.250 hp = 1655 kW | 1978–1979 | 10        | GE 7FDL-12 | vergrößerte Kabine zum Ersatz von Cabooses |
| B30-7       | Bo’Bo’    | 3.000 hp = 2200 kW | 1977–1982 | 279       | GE 7FDL-16 |                                            |
| B30-7A      | Bo’Bo’    | 3.000 hp = 2200 kW | 1980–1982 | 58        | GE 7FDL-12 |                                            |
| B36-7       | Bo’Bo’    | 3.600 hp = 2650 kW | 1980–1985 | 230       | GE 7FDL-16 |                                            |
| C30-7       | Co’Co’    | 3.000 hp = 2200 kW | 1976–1985 | 1087      | GE 7FDL-16 |                                            |
| C30-7A      | Co’Co’    | 3.000 hp = 2200 kW | 1984–1990 | 57        | GE 7FDL-12 |                                            |
| C36-7       | Co’Co’    | 3.600 hp = 2650 kW | 1978–1985 | 599       | GE 7FDL-16 |                                            |

### Super-7-Serie
| Bezeichnung  | Achsfolge | Leistung | Baujahre  | Stückzahl | Motor | Bemerkung                        |
| ------------ | --------- | -------- | --------- | --------- | ----- | -------------------------------- |
| Super 7-B23  | Bo’Bo’    | 1655 kW  | 1989–1991 |           |       | Neuaufbau auf vorhandenem Rahmen |
| Super 7-C30  | Co’Co’    | 2205 kW  | 1989–1993 |           |       | Neuaufbau auf vorhandenem Rahmen |
| Super 7N-C30 | Co’Co’    | 2205 kW  | 1990–1991 |           |       |                                  |
| CMP30-S7N    | Co’Co’    | 2205 kW  | 1994      |           |       |                                  |

### Dash-8-Serie
| Bezeichnung | Achsfolge | Leistung           | Baujahre  | Stückzahl | Motor      | Bemerkung                                                         |
| ----------- | --------- | ------------------ | --------- | --------- | ---------- | ----------------------------------------------------------------- |
| B32-8       | Bo’Bo’    | 3.200 hp = 2350 kW | 1984      | 49        | GE 7FDL-12 |                                                                   |
| C32-8       | Co’Co’    | 3.200 hp = 2350 kW | 1984      | 10        | GE 7FDL-12 |                                                                   |
| B36-8       | Bo’Bo’    | 3.600 hp = 2650 kW | 1982      | 1         | GE 7FDL-16 |                                                                   |
| C36-8       | Co’Co’    | 3.600 hp = 2650 kW | 1983      | 1         | GE 7FDL-16 |                                                                   |
| B39-8       | Bo’Bo’    | 3.900 hp = 2870 kW | 1984–1988 | 143       | GE 7FDL-16 |                                                                   |
| C39-8       | Co’Co’    | 3.900 hp = 2870 kW | 1983–1987 | 162       | GE 7FDL-16 |                                                                   |
| Dash 8-40B  | Bo’Bo’    | 4.000 hp = 2940 kW | 1988–1989 | 151       | GE 7FDL-16 |                                                                   |
| Dash 8-40BW | Bo’Bo’    | 4.000 hp = 2940 kW | 1990      | 83        | GE 7FDL-16 |                                                                   |
| Dash 8-40C  | Co’Co’    | 4.000 hp = 2940 kW | 1983–1987 | 585       | GE 7FDL-16 |                                                                   |
| Dash 8-40CM | Co’Co’    | 4.000 hp = 2940 kW | 1990      | 84        | GE 7FDL-16 | vollverkleidete Variante für CN und BC RAIL                       |
| Dash 8-40CW | Co’Co’    | 4.000 hp = 2940 kW | 1990–1994 | 875       | GE 7FDL-16 |                                                                   |
| Dash 8-41CW | Co’Co’    | 4.100 hp = 3020 kW | 1993      | 27        | GE 7FDL-16 |                                                                   |
| Dash 8-44CW | Co’Co’    | 4.400 hp = 3235 kW | 1993      | 53        | GE 7FDL-16 | Stärkste Variante der Dash 8, 53 Maschinen nur für die CSX gebaut |

### Dash-9-Serie
| Bezeichnung  | Achsfolge | Leistung           | Baujahre  | Stückzahl | Motor      | Bemerkung                                            |
| ------------ | --------- | ------------------ | --------- | --------- | ---------- | ---------------------------------------------------- |
| Dash 9-40C   | Co’Co’    | 4.000 hp = 2983 kW | 1995      | 125       | GE 7FDL-16 | nur für die NS Railway gebaut                        |
| Dash 9-40CW  | Co’Co’    | 4.000 hp = 2983 kW | 1996–2004 | 1090      | GE 7FDL-16 | nur für die NS Railway gebaut                        |
| Dash 9-44CW  | Co’Co’    | 4.400 hp = 3280 kW | 1993–2004 | 2.494     | GE 7FDL-16 |                                                      |
| Dash 9-44CWL | Co’Co’    | 4.400 hp = 3280 kW | 1994–1995 | 14        | GE 7FDL-16 | Variante mit 4-teiliger Frontscheibe für die BC RAIL |

#### AC-Serie
| Bezeichnung        | Achsfolge | Leistung           | Baujahre  | Stückzahl | Motor      | Bemerkung                                                  |
| ------------------ | --------- | ------------------ | --------- | --------- | ---------- | ---------------------------------------------------------- |
| AC4400CW           | Co’Co’    | 4.400 hp = 3280 kW | 1993–2004 | 2.598     | GE 7FDL-16 | auch als AC44CW und von Union Pacific als C44AC bezeichnet |
| AC6000CW (4400 hp) | Co’Co’    | 4.400 hp = 3280 kW | 1995–1998 | 106       | GE 7FDL-16 | von Union Pacific als C6044AC bezeichnet                   |
| AC6000CW           | Co’Co’    | 6.000 hp = 4474 kW | 1996–2001 | 197       | GE 7HDL-16 | von Union Pacific und CSX als C60AC bezeichnet             |

### Evolution Serie (ES)
| Bezeichnung | Achsfolge  | Leistung           | Baujahre  | Stückzahl | Motor   | Bemerkung                                                           |
| ----------- | ---------- | ------------------ | --------- | --------- | ------- | ------------------------------------------------------------------- |
| ES40DC      | Co’Co’     | 4.000 hp = 2940 kW | seit 2005 | ≥ 522     | GEVO-12 | Leistungsschwächere Variante, zurzeit bei der NS und CSX im Einsatz |
| ES44DC      | Co’Co’     | 4.400 hp = 3235 kW | seit 2005 | ≥ 811     | GEVO-12 |                                                                     |
| ES44AC      | Co’Co’     | 4.400 hp = 3235 kW | seit 2005 | ≥ 3700    | GEVO-12 | UP-Bezeichnung C45AC-CTE                                            |
| ES44C4      | (A1A)(A1A) | 4.400 hp = 3235 kW | seit 2009 | ≥ 48      | GEVO-12 | bisher nur bei der BNSF Railway im Einsatz                          |
| Hybrid 2010 | Co’Co’     |                    | 2007      | 1         |         | Prototyp                                                            |
| ET44AC      | Co’Co’     | 4.400 hp = 3235 kW | seit 2015 |           | GEVO-12 | Abgasnorm TIER 4                                                    |

### Personenzuglokomotiven
| Bezeichnung  | Achsfolge | Leistung           | Baujahre  | Stückzahl | Motor     | Bemerkung |
| ------------ | --------- | ------------------ | --------- | --------- | --------- | --- |
| U28CG        | Co’Co’    | 2.800 hp = 2060 kW | 1966      | 10        | GE FDL-16 | |
| U30CG        | Co’Co’    | 3.000 hp = 2200 kW | 1967      | 6         | GE FDL-16 | |
| U34CH        | Co’Co’    | 3.400 hp = 2520 kW | 1970      | 33        | GE FDL-16 | |
| U36CG        | Co’Co’    | 2.650 hp = 2650 kW | 1974      | 20        | GE FDL-16 | |
| P30CH        | Co’Co’    | 3.000 hp = 2200 kW | 1974      | 25        | GE FDL-16 | |
| Dash 8-32BWH | Bo’Bo’    | 3.200 hp = 2355 kW | 1990      | 20        | GE FDL-12 | von Amtrak als „P32BH“ oder „B32-8PHDM“ bezeichnet                                                                        |
| Dash 8-40BP  | Bo’Bo’    | 4.000 hp = 2940 kW | 1992–1994 | 44        | GE FDL-16 | Genesis I; von Amtrak als „Dash 8-P40B“ oder „P40DC“ bezeichnet, anfänglich auch „AMD-103“, „B40-8WH“ oder „Dash 8-40BWH“ |
| P32AC-DM     | Bo’Bo’    | 3.200 hp = 2355 kW | 1995–2001 | 50        | GE FDL-12 | Genesis I Zweikraftlokomotive Diesel/Stromschiene; von Amtrak als „Dash 9-P32ACDM“ bezeichnet                             |
| P42DC        | Bo’Bo’    | 4.200 hp = 3090 kW | 1996–2001 | 228       | GE FDL-16 | Genesis II; von Amtrak als „Dash 9-P42B“ bezeichnet                                                                       |

### Rangier- und Industrielokomotiven
| Bezeichnung         | Achsfolge | Leistung   | Baujahre  | Stückzahl | Motor | Bemerkung |
| ------------------- | --------- | ---------- | --------- | --------- | ----- | --------- |
| GE 25-ton switcher  | Bo        | 110 kW     |           |           |       |           |
| GE 35-ton switcher  | Bo        |            |           |           |       |           |
| GE 43-ton switcher  | Bo’Bo’    | 220 kW     | 1939–1945 |           |       |           |
| GE 44-ton switcher  | Bo’Bo’    | 255–300 kW | 1940–1956 |           |       |           |
| GE 45-ton switcher  | Bo’Bo’    |            | –1959     |           |       |           |
| GE 50-ton switcher  | Bo’Bo’    |            |           |           |       |           |
| GE 60-ton switcher  | Bo’Bo’    | 185–405 kW | 1935–1939 |           |       |           |
| GE 65-ton switcher  | Bo’Bo’    | 365 kW     | 1940–1967 |           |       |           |
| GE 70-ton switcher  | Bo’Bo’    | 440–485 kW | 1946–1958 |           |       |           |
| GE 80-ton switcher  | Bo’Bo’    | 365–625 kW | 1935–1940 |           |       |           |
| GE 95-ton switcher  | Bo’Bo’    | 440–485 kW | 1949–1956 |           |       |           |
| GE 100-ton switcher | Bo’Bo’    | 440 kW     | 1957–1977 |           |       |           |
| GE 110-ton switcher | Bo’Bo’    | 440 kW     | 1957–1977 |           |       |           |
| GE 125-ton switcher | Bo’Bo’    | 880 kW     |           |           |       |           |
| IC Nr. 9201         | Co’Co’    | 1470 kW    | 1936      |           |       |           |
| GE SL80             | Bo’Bo’    | 440 kW     | 1976–     |           |       |           |
| GE SL110            | Bo’Bo’    | 440 kW     | 1974–     |           |       |           |
| GE SL144            | Bo’Bo’    | 810 kW     | 1975–     |           |       |           |

### Exportlokomotiven
| Bezeichnung  | Achsfolge     | Leistung | Baujahre  | Stückzahl    | Motor   | Bemerkung                                                                                              |
| ------------ | ------------- | -------- | --------- | ------------ | ------- | --- |
| U4-B         | Bo’Bo’        | 295 kW   | 1956      |              |         | |
| U5-B         | Bo’Bo’        | 400 kW   |           |              |         | |
| U6B          | Bo’Bo’        | 400 kW   | 1959–1991 |              |         | |
| UM6B         | Bo’Bo’        | 520 kW   | 1973–1974 |              |         | Südafrika (Klasse 91), 610 mm Spurweite                                                                |
| U8B          | Bo’Bo’        | 595 kW   | 1961–1962 |              |         | |
| U9B          | Bo’Bo’        | 780 kW   | 1957–1959 |              |         | Brasilien (Meterspur und Breitspur)                                                                    |
| U9C          | Co’Co’        | 780 kW   | 1957–1962 |              |         | |
| U10B         | Bo’Bo’        | 735 kW   | 1952–1962 |              |         | u. a. Bolivien (Meterspur)                                                                             |
| U11B         | Bo’Bo’        | 735 kW   | 1974–1984 |              |         | |
| U12B         | Bo’Bo’        | 880 kW   | 1957–1959 |              |         | Südafrika (SAR-Klasse 31), Brasilien (Meterspur)                                                       |
| U12C         | Co’Co’        | 880 kW   | 1957–1984 |              |         | |
| U13B         | Bo’Bo’        | 955 kW   | 1960–1963 |              |         | Brasilien (Meterspur), Kuba (Normalspur)                                                               |
| U13C         | Co’Co’        | 955 kW   | 1960–1971 |              |         | |
| U15C         | Co’Co’        |          |           |              |         | u. a. Südafrika (SAR-Klasse 35)                                                                        |
| U18C         | Co’Co’        |          | 1957–1960 |              |         | |
| U18C         | Co’Co’        |          | 1976–     |              |         | |
| U18C1        | (1’Co)(Co1’)  |          |           |              |         | nur für Südafrika (SAR-Klasse 32)                                                                      |
| UD18         | Bo’Bo’        | 1325 kW  | 1956      |              |         | |
| U20C         | Co’Co’        |          | 1964–1994 |              |         | u. a. Bolivien (Meterspur), Südafrika (SAR-Klasse 33, Kapspur)                                         |
| U20C         | Co’Co’        |          | 1995–     |              |         | |
| U20C1        | (1’Co)(Co1’)  |          |           |              |         | nur für Südafrika (SAR-Klasse 32)                                                                      |
| U26C         | Co’Co’        | 2050 kW  | 1971–1987 |              |         | Kenia (Klassen 93–95), Neuseeland (Klasse DX), Südafrika (Klasse 34), Brasilien                        |
| U30C         | Co’Co’        |          | 1982      |              |         | TAZARA (leistungsgesteigerte Version der U26C)                                                         |
| BB40-9W      | Bo’Bo’+Bo’Bo’ | 2980 kW  | 1997–2017 |              |         | Mosambik, Nr. 1800 bis 1885 zwischen 2014 und 2017 für den Kohleverkehr auf der Nacala-Linie geliefert |
| Dash 9-44CWM | Co’Co’        |          | 1997–2005 |              |         | |
| C38AChe      | Co’Co’        | 2315 kW  | 2006      |              |         | China-Klasse NJ2 (für Lhasa-Bahn)                                                                      |
| SG10B        | Bo’Bo’        |          |           |              |         | Südafrika (SAR-Klasse 36)                                                                              |
| ES59ACi      | Co’Co’        | 4415 kW  | 2008–2010 |              |         | China-Klasse HXN5                                                                                      |
| ES44ACi      | Co’Co’        | 3235 kW  | 2009–     |              |         | Exportvariante der Evolution-Serie für Russland, Kasachstan (ТЭ33А) und Mongolei                       |
| PH37ACmi     | Co’Co’        | 2759 kW  | 2009–2017 | 37 (GB)      |         | Britische Klasse 70, Varianten wurden für die Türkei und Südkorea gebaut                               |
| C21–C25EMP   | Co’Co’        |          | ca. 2015- |              | 7FDL-12 | mehrere südamerikanische Länder und Namibia                                                            |
| WDG-4G       | Co’Co’        | 3 400 kW | 2017–     | 700 bestellt | GEVO-12 | ES44ACi für Indien                                                                                     |
| WDG-6G       | Co’Co’        | 4 470 kW | 2019–     | 300 bestellt | GEVO-16 | ES58ACi für Indien                                                                                     |